# Brabanter Elle
Die Brabanter Elle war ein europäisches Längenmaß mit zum Teil deutlichen Abweichungen in der Länge. Der Name ist der Region Brabant entlehnt, da hier ein wesentliches industrielles Zentrum bestand und als richtungweisend empfunden wurde. Die Brabanter Elle hatte eine breite Anwendung, obwohl es unterschiedliche Längen für dieses Ellenmaß gab. Die regionalen Ellen bestanden neben diesem Maß und wurden oft als die kleinen Ellen benannt.
Die Brabanter Elle war nicht, wie andere Ellen, um 2 örtliche Fuß, sondern bis reichlich 2 ½ Fuß und mehr lang. Diese Niederländische Elle wurde für sogenannte ausländische Schnittwaren verwendet.
Die Brabanter Elle hatte als Brüsseler Original 308,09 Pariser Linien.

## Beispiele
- Aachen 1 Brabanter Elle = 301,53 Pariser Linien = 680,2 Millimeter
- Bremen 1 Brabanter Elle = 307,8424 Pariser Linien = 694,44 Millimeter
- Brüssel, Antwerpen 1 Brabanter Elle = 695 Millimeter
- Frankfurt am Main 1 Brabanter Elle = 309,908 Pariser Linien = 699 Millimeter
- Hamburg 1 Brabanter Elle = 306,49477 Pariser Linien = 691,4 Millimeter
- Hanau 1 Brabanter Elle = 307,8557 Pariser Linien = 694,7 Millimeter
- Hannover 1 Brabanter Elle = 691,4 Millimeter
- Hessen-Kassel 1 Brabanter Elle = 307,8403 Pariser Linien = 694,3 Millimeter
- Holland 1 Brabanter Elle = 694,4 Millimeter
- Königreich Sachsen, Leipzig 1 Brabanter Elle = 303,924 Pariser Linien = 685,6 Millimeter
- Krefeld 1 Brabanter Elle = 305,99831 Pariser Linien = 690,28 Millimeter
- Oldenburg 1 Brabanter Elle = 306,5 Pariser Linien = 691,41 Millimeter[1][2]